# Famille Roullet de La Bouillerie
La famille Roullet de La Bouillerie est une famille française, originaire des provinces du Maine et de l'Anjou, dont la branche aînée a été titrée baron en 1810 sous le Premier Empire et la branche cadette anoblie en 1816 sous la Seconde Restauration.
Elle compte parmi ses membres des hauts fonctionnaires et hommes politiques, mais également un prélat. 

## Histoire
La famille Roullet de La Bouillerie est originaire de la ville de Sablé-sur-Sarthe où elle est citée dès le XVIe siècle.
De la seconde moitié du XVIIe siècle à la fin du XVIIIe siècle, elle évolua dans la bourgeoisie intéressée aux affaires de finances. Au cours de ce siècle elle occupa la charge de trésorier général au bureau des finances de Tours, charge de noblesse graduelle (c'est-à-dire à l'issue de deux générations consécutives d'exercice) mais elle ne l'exerça qu'une seule génération ce qui ne lui permit donc pas d'accéder à la noblesse.
La branche aînée a été titrée sous le Premier Empire avec le titre de baron en 1810 et la branche cadette a été anoblie en 1816 sous la Seconde Restauration.[réf. nécessaire]
François Roullet de La Bouillerie est élevé à la dignité de pair de France sous le règne du roi Charles X.[réf. nécessaire]
Elle est membre de l'association d'entraide de la noblesse française, depuis 1936.

## Filiation
- Julien Roullet, sieur de La Grange, notaire royal à Sablé, en 1640 il épouse Louise Colombeau, ils ont entre autres enfants :
  - Pierre Roullet (30 octobre 1647 à Sablé - 4 mai 1721 à Sablé), sieur de La Grange, receveur de l'insinuation des actes, huissier audiencier au siège et marquisat de Sablé, il avait épousé en 1669 Marguerite Le Febvre, ils ont entre autres enfants :
    - Pierre Roullet, sieur de la Grange, bourgeois de la Flèche, intéressé dans les fermes du roi, à Solesmes le 23 avril 1696 il épouse Perrine Rollée, fille de Louis Rollée, sieur de La Querrière, contrôleur au grenier à sel de Château-Gontier, ils ont entre autres enfants : 
      - ... Roullet, sans postérité
      - Gabriel Roullet (1685 à Sablé - ?), sieur de La Grange et de La Bouillerie par acquisition de 1726, directeur des Aides de La Flèche, il avait épousé en 1724 Marie Louise Foucher du Perrin, ils ont entre autres enfants :
        - Gabriel-Joseph Roullet, écuyer, seigneur de La Grange et de La Bouillerie (1729-1799), trésorier général au bureau des finances de Tours en 1751 (lettres d'honneur en 1777), il épouse en 1753 Charlotte Belin de Langlotière (1727-1809), ils ont entre autres enfants :
          - François Roullet de La Bouillerie (1764-1833), baron puis comte de La Bouillerie, secrétaire général du ministère de la maison du roi Louis XVIII, député de la Sarthe, vice-président de la chambre des députés, sous-secrétaire d'État au ministère des Finances, ministre d'État, grand officier de la Légion d'honneur, pair de France sous Charles X. Il avait épousé en 1807 mademoiselle de Foucault, ils ont entre autres enfants : 
            - Louis Roullet, comte de La Bouillerie (1808-1870), il épouse Henriette de Lestapis, ils n'ont que des filles
            - François-Alexandre Roullet de La Bouillerie (1810-1882), évêque de Carcassonne de 1855 à 1873, coadjuteur du cardinal archevêque de Bordeaux de 1872 à 1882 (à titre d'évêque de Pergé, in partibus)
            - Charles Roullet de La Bouillerie, il épouse en 1843 Julie Mathieu de Reichshoffen, sans postérité
            - Henri Roullet, comte de La Bouillerie, il épouse en 1846 Marie Roullet de La Bouillerie, sa cousine, ils ont entre autres enfants :
              - François Roullet, comte de La Bouillerie, il épouse en 1884 Camille de Messemé, d'où descendance

          - Alexandre Roullet de La Bouillerie, il reçoit des lettres de noblesse en 1816, il est créé baron à titre personnel[1] en 1830, il avait épousé en 1790 Victoire Etard de Bascardon, ils ont entre autres enfants :
            - Alphonse Roullet de La Bouillerie, caissier général de la liste civile puis intendant du trésor de la Couronne sous la Restauration, maître des requêtes au Conseil d'État, il épouse en 1817 Marie-Félicité de La Porte-Lalanne, ils ont entre autres enfants :
              - Emmanuel Roullet de La Bouillerie, il épouse en 1833 Claudine de Quatrebarbes, ils ont entre autres enfants :
                - Sébastien Roullet de La Bouillerie, il épouse en 1878 Claire Le Bret, d'où descendance

              - Marie-Joseph-Mélite Roullet, comte de La Bouillerie (1822-1894), par bref pontifical de 1887, haut fonctionnaire, député du Maine-et-Loire, ministre de l'Agriculture et du Commerce sous le premier gouvernement Albert de Broglie en 1873, il avait épousé en 1856 Sophie Delahante, fille de Gustave Delahante, banquier, et de Claire Le Vasseur de Villeblanche, ils ont pour enfants : 
                - Joseph Roullet de La Bouillerie, il épouse en 1886 Adeline de Poix
                - Pierre Roullet de La Bouillerie, il épouse en 1891 Marie-Antoinette Moreau de La Rochette, d'où descendance

              - André Roullet de La Bouillerie, il épouse en 1859 Adèle Delahante, ils ont entre autres enfants :
                - André Roullet de La Bouillerie, il épouse en 1899 Mathilde Bégon de La Rouzière, d'où descendance

              - Gonzague Roullet de La Bouillerie, il épouse en 1869 Isabelle Adam, d'où deux fils

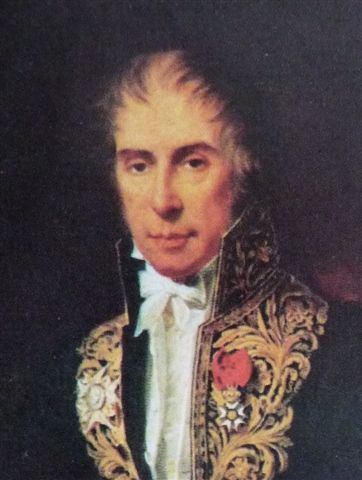
François Roullet de La Bouillerie (1764-1833)
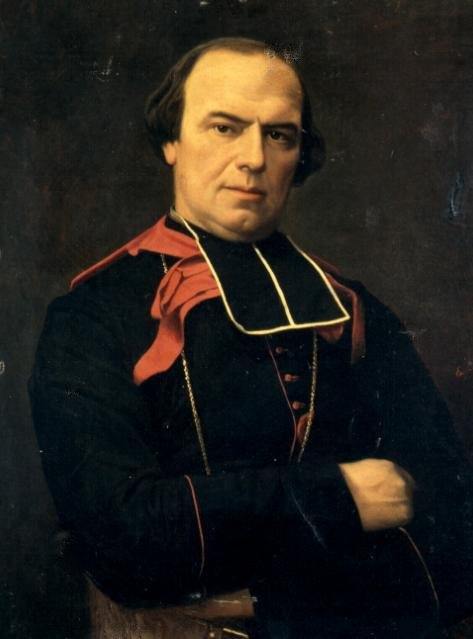
François Roullet de La Bouillerie (1810-1882)
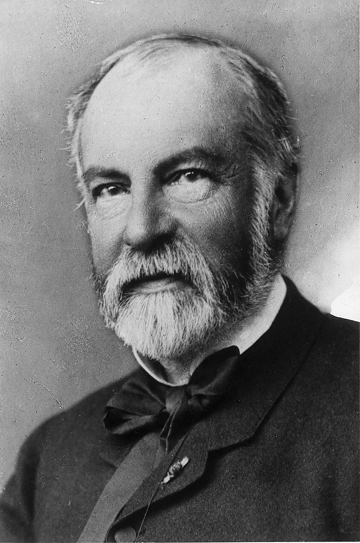
Henri Roullet de La Bouillerie (1821-1898)
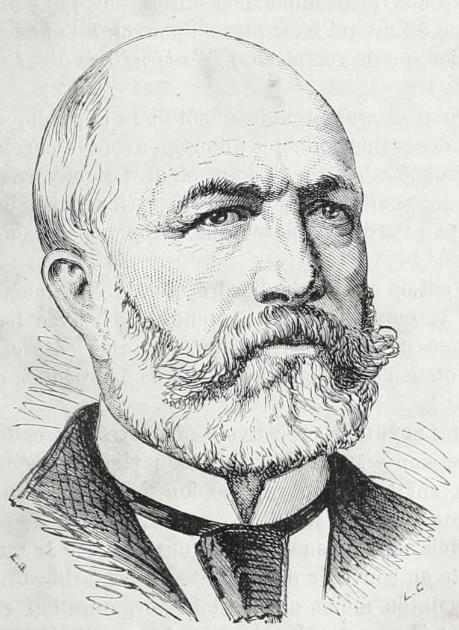
Marie Roullet de La Bouillerie (1822-1894)

## Propriétés
- Château de la Bouillerie[5]
- Château de la Barbée[réf. nécessaire]
- Château de la Roche-Hue[réf. nécessaire]
- Château d'Hodebert[réf. nécessaire]
- Château du Breuil[réf. nécessaire]
- Château de la Bonnetière[réf. nécessaire]

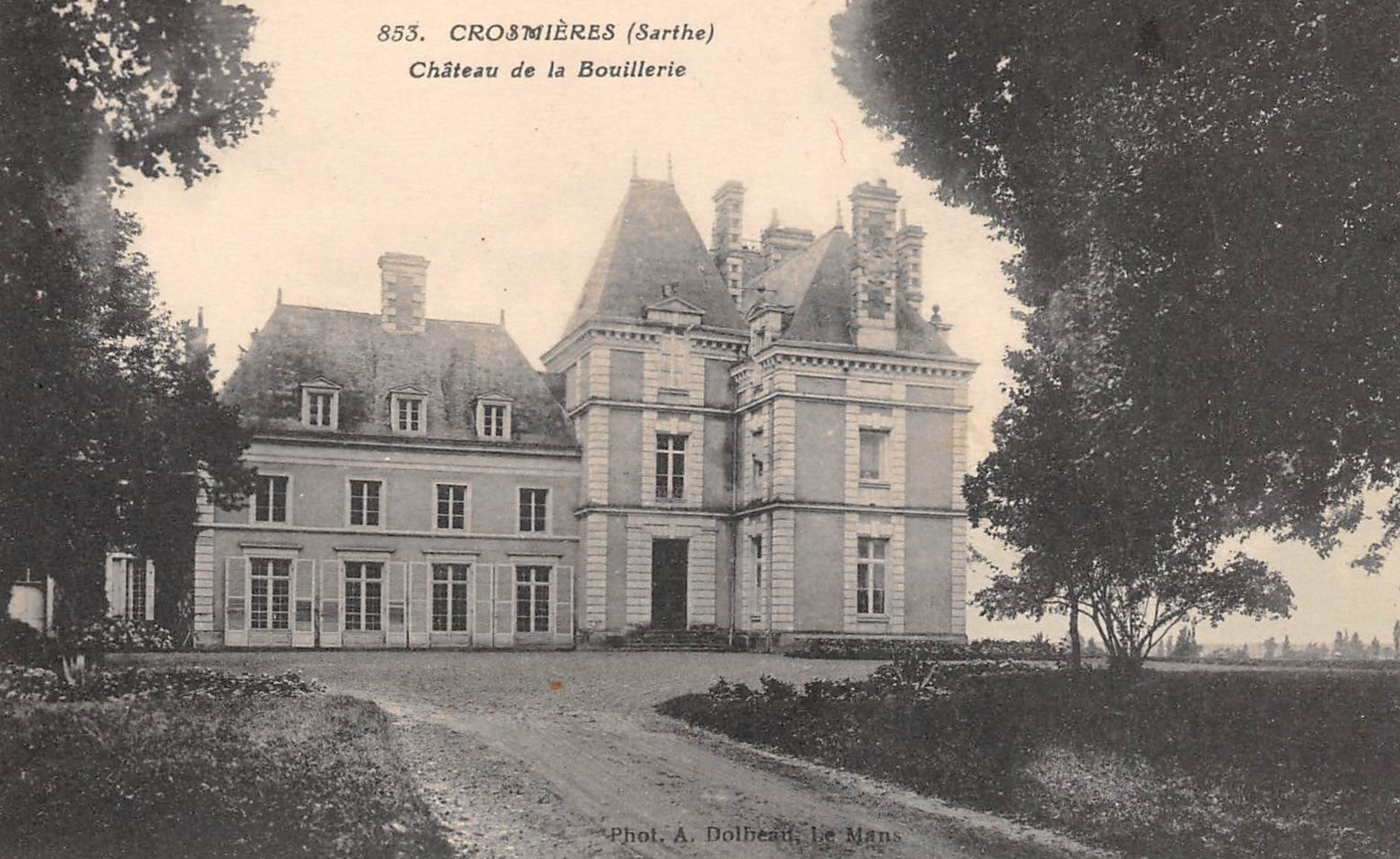
Château de la Bouillerie
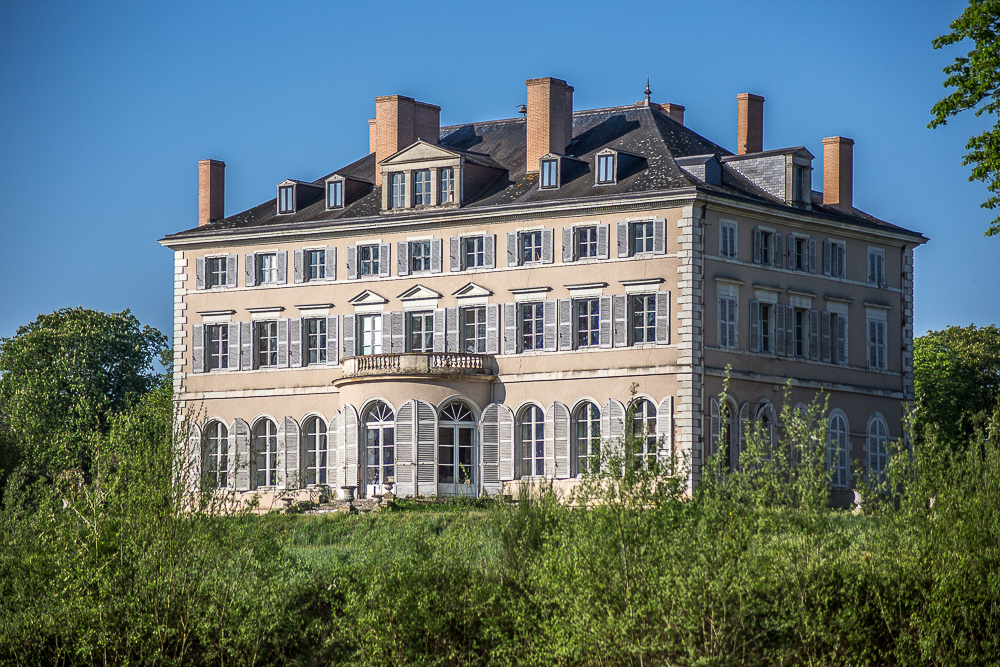
Château de la Barbée
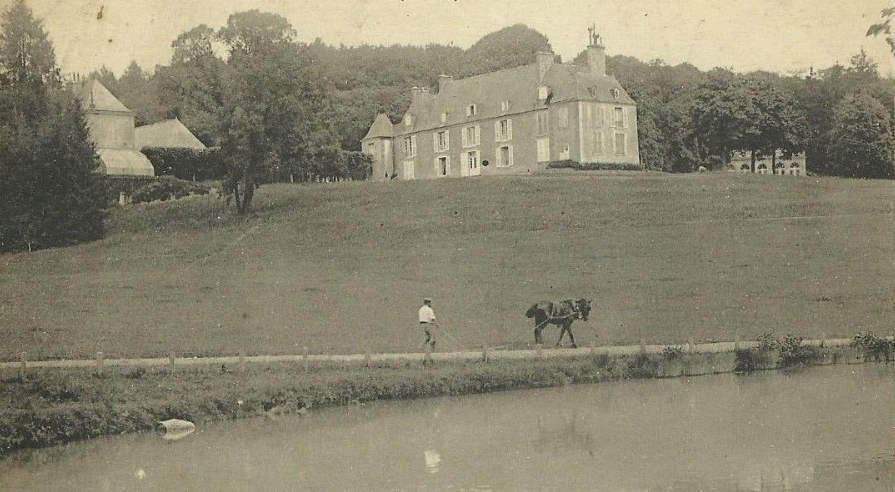
Château d'Hodebert
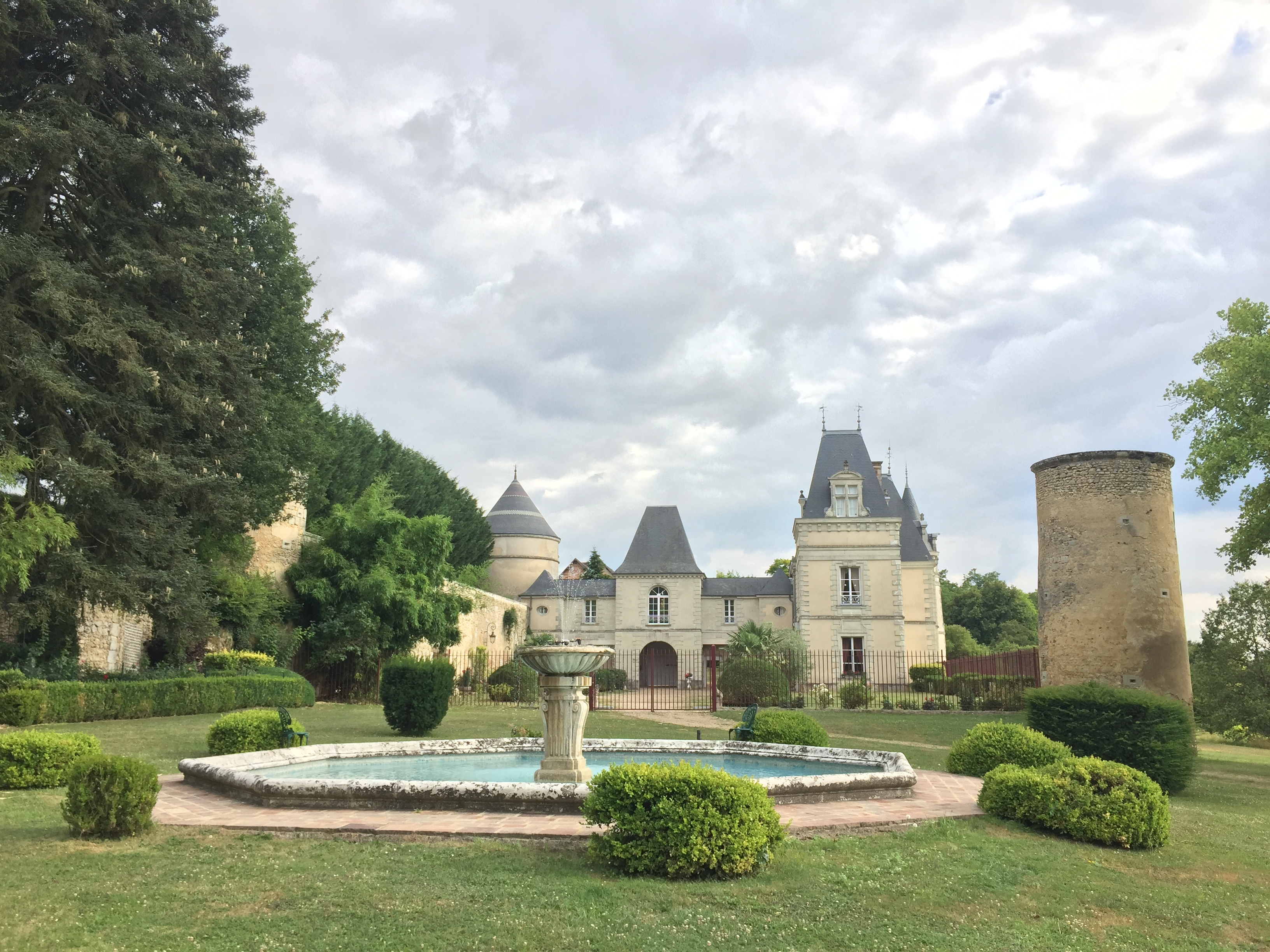
Château du Breuil
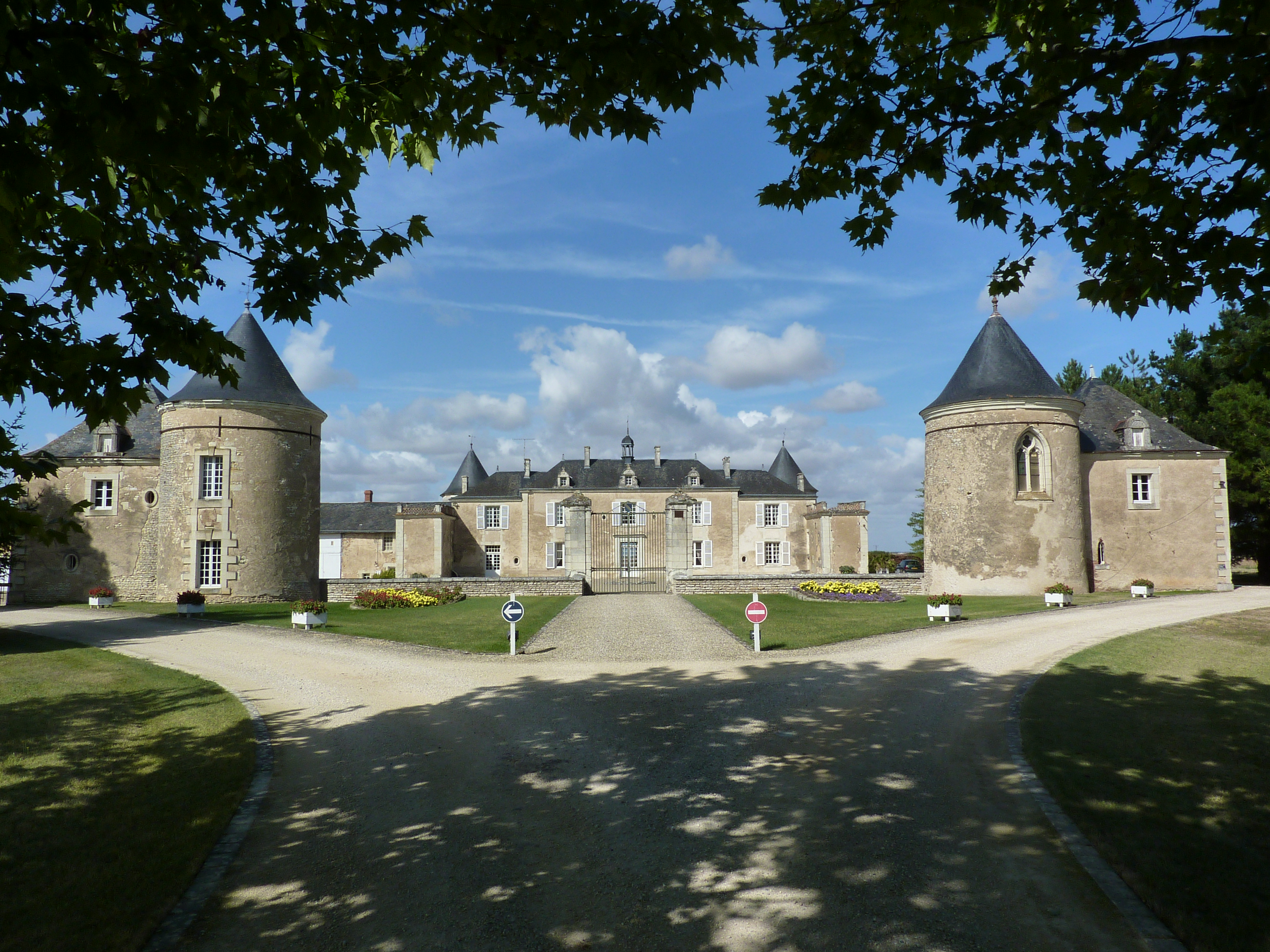
Château de la Bonnetière

## Alliances
Les principales alliances de la famille Roullet de La Bouillerie sont : Colombeau, Le Febvre, Rollée (1696), Foucher du Perrin (1724), Belin de Langlotière (1753), de Foucault, de Lestapis, Etard de Bascardon (1790), de La Porte-Lalanne (1817), de Quatrebarbes (1833), Mathieu de Reichshoffen (1843), Delahante (1856 et 1859), de La Roque-Ordan (1861), de Grimoüard (1869), Adam (1869), Augier de Crémiers (1873), Le Bret (1878), de Messemé (1884), de Poix (1886), de La Chapelle, Moreau de La Rochette (1891), Bégon de La Rouzière (1899), Le Breton de Vannoise (1909), de La Gorgue de Rosny (1926), Couëtoux du Tertre (1973), de Foucaud (1976), de Freslon de La Freslonnière, Le Moniès de Sagazan.

## Armes, titres
- Armes
  - Roullet de La Bouillerie : De gueules au chevron d'argent surmonté d'un croissant du même et accompagné de 3 pommes de pin d'or[réf. nécessaire]

- Titres
  - baron (1810), comte (1827), baron (titre personnel en 1830), comte romain héréditaire (bref pontifical en 1887[réf. nécessaire])